# Cruel Summer (песня Bananarama)
«Cruel Summer» (с англ. — «Жестокое лето») — песня британской поп-группы Bananarama. Её написали участницы данного музыкального коллектива, а также продюсерский дуэт Стива Джолли и Тони Суэйна. Запись была выпущена летом 1983 года, изначально в виде отдельного сингла, но год спустя была включена в одноимённый второй по счёту альбом трио. Песня достигла восьмого места в UK Singles Chart в 1983 году, а после включения в саундтрек художественного фильма 1984 года «Парень-каратист», она заняла девятое место в американском Billboard Hot 100.
В 2017 году критики журнала Billboard включили её в свой список 100 лучших композиций гёрл-групп всех времён, поставив её там на 13-е место.

## Версия Ace of Base
«Cruel Summer» — сингл группы Ace of Base, вышедший в 1998 году. Песня входит в состав альбома Flowers и Cruel Summer (для США). Сама композиция является кавером песни, исполнявшейся группой Bananarama.

### Список композиций
UK CD 1
1. Cutfather and Joe Mix
2. Big Bonus Mix
3. Hartmann and Langhoff Short Mix
4. Hartmann and Langhoff Club Mix

UK CD 2
1. «Cruel Summer» (Cutfather and Joe Mix)
2. «Don’t Turn Around» (The 7" Aswad Mix)
3. «Beautiful Life» (Single Version)

US Maxi CD
1. Album Version a.k.a. Cutfather and Joe Mix
2. Hani Radio Mix a.k.a. Blazin' Rhythm Remix
3. KLM Radio Mix
4. Hani Num Club Mix
5. KLM Club Mix

US Promo 12" Vinyl
1. KLM Dub 1
2. KLM Beats
3. Hani Dub
4. KLM Short Dub

### Чарты
| Чарты                             | Пиковая позиция |
| --------------------------------- | --------------- |
| Australian ARIA Singles Chart     | 59              |
| Austrian Singles Chart            | 28              |
| Canadian Singles Chart            | 5               |
| Chile Hot 100                     | 5               |
| Danish Singles Chart              | 5               |
| Dutch Singles Chart               | 55              |
| French Singles Chart              | 24              |
| German Singles Chart              | 28              |
| New Zealand RIANZ Singles Chart   | 40              |
| Swiss Singles Chart               | 21              |
| Swedish Singles Chart             | 13              |
| South African Singles Chart       | 3               |
| UK Singles Chart                  | 8               |
| US Billboard Hot 100              | 9               |
| U.S. Billboard Top 40 Mainstream  | 20              |
| U.S. Billboard Adult Contemporary | 22              |
| U.S. Billboard Rhythmic Top 40    | 29              |
| U.S. Billboard Adult Top 40       | 33              |
| US Billboard Hot Dance Club Play  | 10              |

### Продажи и сертификация
| Сертификационная компания | Сертификация |
| ------------------------- | ------------ |
| США (RIAA)                | Золотая      |